# Sangkhla Buri (huyện)
Sangkhla Buri là một huyện (‘‘amphoe’’) tại tỉnh Kanchanaburi ở phía tây Thái Lan.

## Địa lý
Sangkhla Buri nằm ở viễn tây tỉnh, tại biên giới với Myanmar. Đèo Ba Pagodas là trạm biên giới đi Myanmar. Một khu vực lớn của huyện này là hồ chứa nước Khao Laem, một hồ nhân tạo do đập Khao Laem tạo ra trên sông Khwae Noi.
Các đơn vị giáp ranh (từ phía tây theo chiều kim đồng hồ) là Tanintharyi Division, bang Mon và bang Kayin của Myanmar, huyện Umphang của tỉnh Tak, và Thong Pha Phum của Kanchanaburi.

## Lịch sử
Năm 1939, huyện Wang Ka (วังกะ) đã được đổi tên thành Sangkhla Buri, tên trước đó là của tiểu huyện Thong Pha Phum. Ngày 20 tháng 5 năm 1941, huyện này đã bị hạ xuống thành một tiểu huyện (King Amphoe) thuộc huyện Thong Pha Phum district. Lúc đó tiểu huyện này gồm 4 tambon Nong Lu, Prangphle, Laiwo and Lang Phu Sa. Tiểu huyện này lại được nâng thành huyện ngày 27 tháng 7 năm 1965.

## Hành chính
Huyện này được chia thành 3 phó huyện (tambon), các đơn vị này lại được chia thành 20 làng (muban). Wang Ka là một thị trấn (thesaban tambon) và nằm trên một phần lãnh thổ của the tambon Nong Lu. Ngoài ra có 3 Tổ chức hành chính tambon (TAO).
| Số TT | Tên       | Tên tiếng Thái | Số làng | Dân số |  |
| ----- | --------- | -------------- | ------- | ------ |  |
| 1.    | Nong Lu   | หนองลู          | 10      | 30.534 |  |
| 2.    | Prangphle | ปรังเผล         | 4       | 5.191  |  |
| 3.    | Laiwo     | ไล่โว่           | 6       | 4.437  |  |